# Ulrike Sterblich
Ulrike Sterblich (* 1970 in West-Berlin als Ulrike Fiebrandt) ist eine deutsche Schriftstellerin und Moderatorin.

## Leben
Sterblich wuchs in Berlin-Neukölln auf, ihre West-Berliner Kindheit beschreibt sie in ihrem 2012 erschienenen Buch Die halbe Stadt, die es nicht mehr gibt. Nach dem Abitur 1990 an der Katholischen Schule St. Marien in Berlin studierte Sterblich Politikwissenschaft in Berlin und Amsterdam. In ihrer Diplomarbeit setzte sie sich mit Ökologischer Ethik auseinander. Sie verfasste das Vorwort zum Positionspapier des Verbandes Deutscher Zoodirektoren zu ethischen und rechtlichen Fragen der Regulierung von Tierpopulationen im Zoo und veröffentlichte einen Beitrag zum Thema „Die Würde des Zootieres“ im Sammelband Die Würde des Tieres (hrsg. von Martin Liechti, erschienen im Harald Fischer Verlag).
Sterblich schreibt Bücher, Artikel, Kolumnen und Kurzhörspiele. Sie publizierte mit dem Zeichner Tex Rubinowitz in der Zeitschrift Titanic 2003 bis 2004 den Comic Supatopcheckerbunny, der seinen Ursprung im Internetforum „Höfliche Paparazzi“ hat. Sterblich moderierte von 2004 bis 2011 die Veranstaltungsreihe Berlin Bunny Lectures. 2007 wirkte Sterblich in der ORF-Sendung Willkommen Österreich mit Dirk Stermann und Christoph Grissemann regelmäßig als Außenreporterin Supatopcheckerbunny mit, die „mit einer süßlich-naiven Stimme einfache Dinge sehr kompliziert erklärte“ (Die Presse). Auch in der Radiosendung Show Royale auf Radio Eins (RBB) hatte sie mehrere Jahre lang einen Supatopcheckerbunny-Einspieler. Von Okapi, Scharnierschildkröte und Schnilch (mit Heiko Werning) wurde 2022 als Wissensbuch des Jahres ausgezeichnet.
Mit ihrem Roman Drifter stand sie auf der Shortlist des Deutschen Buchpreises 2023.

## Bücher
- Berlin Bunny Lectures 2004. Berlin, 2004, ISBN 3-937737-39-1.
- mit Stese Wagner: Supatopcheckerbunny und Hilfscheckerbunny: Was wir uns überlegt haben zu verschiedenen Themen! Frankfurt 2008, ISBN 3-596-17651-4.
- Tüte oder so was: Wie man als Kunde nervt, ohne es zu merken. München 2010, ISBN 3-442-15609-2.
- Die halbe Stadt, die es nicht mehr gibt. Reinbek 2012, ISBN 978-3-499-62840-5.
- The German Girl. Roman. Hamburg 2021, ISBN 978-3-498-00155-1.
- mit Heiko Werning: Von Okapi, Scharnierschildkröte und Schnilch. Galiani, Berlin 2022, ISBN 978-3-86971-255-0.
- Drifter. Roman: Rowohlt, Hamburg 2023, ISBN 978-3-498-00326-5.

Redaktionelle Mitarbeit in:
- Dr. Ankowitschs Illustriertes Hausbuch. Eichborn, 2006, ISBN 3-8218-4960-6.
- Dr. Ankowitschs Kleines Konversations-Lexikon. Eichborn, 2004, ISBN 3-8218-4895-2.
- Christian Ankowitsch, Tex Rubinowitz (Hrsg.): Wie Franz Beckenbauer mir einmal viel zu nahe kam. Eichborn, 2004, ISBN 3-8218-5558-4.

Einzelne Erzählungen:
- Verliefen sich im Park. Kurzgeschichte. In: DAS GRAMM – Magazin für Kurzgeschichten, Nr. 25, Berlin 2025.